# آذر ولاش
آذر ولاش كان أميرًا إيرانيًا من آل كارين، الذي حكم طبرستان وجرجان تحت سلطة الإمبراطور الساساني الأخير يزدجرد الثالث (حكم 632–651).

## سيرته

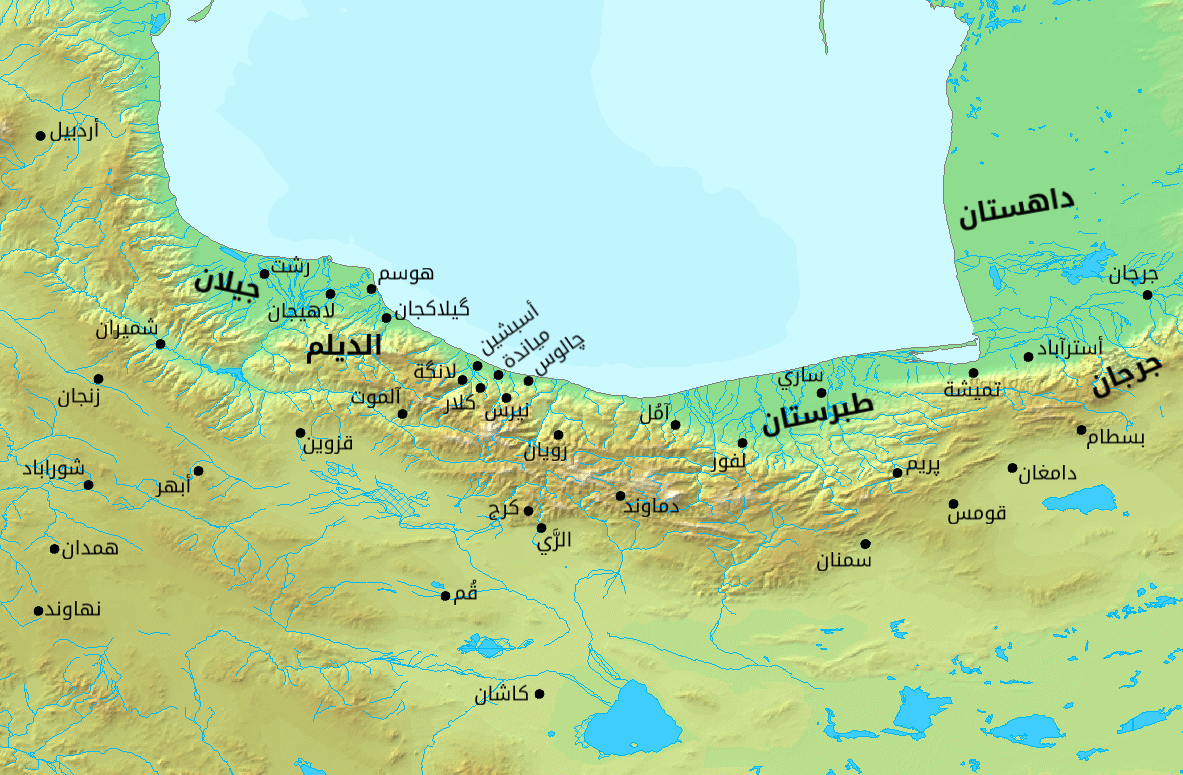
خريطة طبرستان والمناطق المجاورة لها.

اسم آذر ولاش هو مزيج من آذر ("النار") والاسم الشخصي ولاش (يُكتب أيضًا ولاخش). كسليل رجل الدولة البارز في القرن السادس بزرجمهر، تم منح آذر ولاش السيطرة على المقاطعات أثناء الفتح العربي لإيران. لم يمض وقت طويل بعد ذلك حتى تعرض نطاقه للتهديد من قبل جيل جاوبارا، وهو حفيد الحاكم الساساني جاماسب في القرن الخامس (حكم 496–498). طلب آذر ولاش مساعدة يزدجرد الثالث، الذي، بعد إبلاغه بأصل جيل جاوبارا الساساني، أمر آذر ولاش بالخضوع للأخير. بعد مرور بعض الوقت، توفي آذر ولاش أثناء لعبة بولو بعد سقوطه من حصانه. حفيد لآذر ولاش، المسمى أيضًا ولاش، حكم طبرستان من 665 إلى 673.

### ثبت المراجع
- Pourshariati، Parvaneh (2008). Decline and Fall of the Sasanian Empire: The Sasanian-Parthian Confederacy and the Arab Conquest of Iran. London and New York: I.B. Tauris. ISBN:978-1-84511-645-3. مؤرشف من الأصل في 2023-10-16.
- Ibn Isfandiyar، Muhammad ibn al-Hasan (1905). An Abridged Translation of the History of Tabaristan, Compiled About A.H. 613 (A.D. 1216). Trans. Edward G. Browne. Leyden: E.J. Brill. مؤرشف من الأصل في 2023-10-12.